# بارتون له كلي (بيدفوردشير)
بارتون له كلي (بالإنجليزية: Barton-le-Clay)‏ هي قرية وأبرشية مدنية تقع في المملكة المتحدة في إنجلترا. يقدر عدد سكانها بـ 5,000 نسمة .

## معرض صور

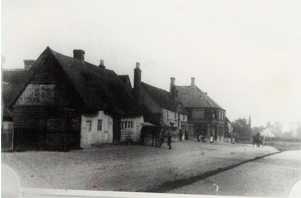
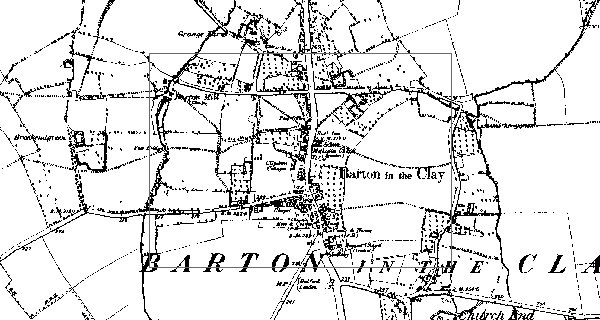
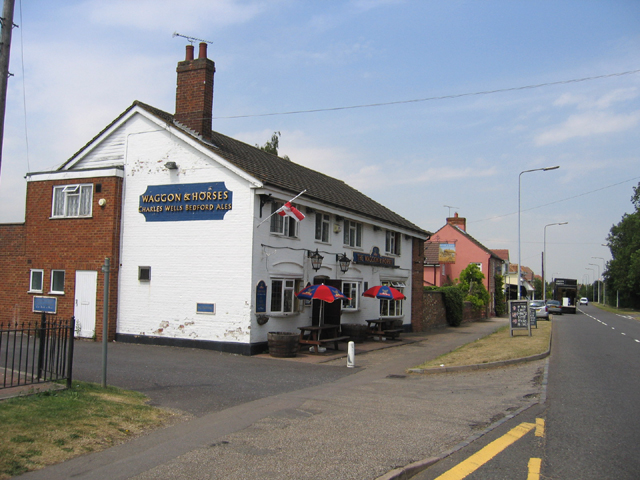
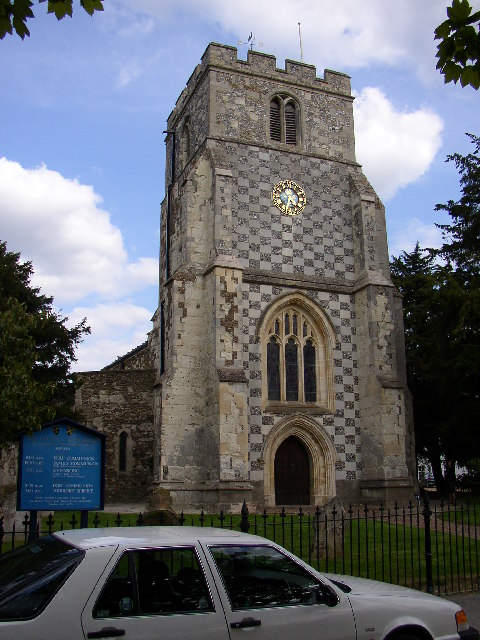